# Tirodi
Tirodi è una suddivisione dell'India, classificata come census town, di 8.847 abitanti, situata nel distretto di Balaghat, nello stato federato del Madhya Pradesh. In base al numero di abitanti la città rientra nella classe V (da 5.000 a 9.999 persone).

## Geografia fisica
La città è situata a 21° 40' 60 N e 79° 42' 0 E e ha un'altitudine di 374 m s.l.m..

## Società

### Evoluzione demografica
Al censimento del 2001 la popolazione di Tirodi assommava a 8.847 persone, delle quali 4.367 maschi e 4.480 femmine. I bambini di età inferiore o uguale ai sei anni assommavano a 1.298, dei quali 686 maschi e 612 femmine. Infine, coloro che erano in grado di saper almeno leggere e scrivere erano 5.751, dei quali 3.264 maschi e 2.487 femmine.